# Prins Hendrik
Die Prins Hendrik war eine Doppelendfähre der niederländischen Reederei Provinciale Stoombootdiensten in Zeeland, die das Schiff im Fährverkehr auf der Schelde einsetzte.

## Geschichte
Das Schiff wurde unter der Baunummer 196 auf der Werft De Schelde in Vlissingen gebaut. Das Schiff wurde am 29. Mai 1931 bestellt. Die Kiellegung erfolgte am 21. Januar, der Stapellauf am 20. Juni 1932. Am gleichen Tag wurde das Schiff auch getauft. Taufpate war Heinrich zu Mecklenburg, Prinzgemahl der Königin Wilhelmina der Niederlande und Namensgeber des Schiffes.
Das Schiff wurde am 20. September 1932 an die Reederei abgeliefert. Der Bau des Schiffes kostete 422.000 Gulden, rund 100.000 Gulden mehr als anfangs veranschlagt.
Die Stabilität der Fähre entsprach anfangs nicht den Anforderungen. Im Februar 1933 wurde der Rumpf des Schiffes daher umgebaut, wodurch die Stabilitätsprobleme behoben wurden.
Das Schiff wurde zwischen Hansweert und Walsoorden eingesetzt und diente gleichzeitig als Reserve für die Strecke zwischen Vlissingen und Breskens.
Die Fähre wurde im Zweiten Weltkrieg am 17. Mai 1940 in Breskens von den sich vor den vorrückenden deutschen Truppen zurückziehenden französischen Truppen versenkt. Das Wrack wurde im August des Jahres gehoben und zur Reparatur zur Werft De Schelde in Vlissingen gebracht. Hier wurde die Fähre bis Februar 1942 mit einem rund 9,9 m langen Mittelteil verlängert. Noch nötige Reparaturen am Schiff wurden jedoch vorsätzlich verzögert, um zu verhindern, dass die Fähre den deutschen Besatzern in die Hände fällt. Die sich zurückziehenden Truppen der Wehrmacht versenkten das Schiff im Oktober 1944 erneut.
Das Wrack wurde erst im Juni 1947 gehoben und im September des Jahres zur Reparatur in die Werft gebracht. Hier wurde unter anderem der Hauptmotor ausgetauscht und mit dem der Prinses Juliana ersetzt sowie die Steuerhäuser erneuert.
Am 10. Dezember 1949 wurde die Fähre wieder in Dienst gestellt. Sie verkehrte nun zwischen Vlissingen und Breskens.
Ab Juli 1960 wurde das Schiff zwischenzeitlich auf der Strecke zwischen Terneuzen und Hoedekenskerke eingesetzt. Später fuhr es wieder zwischen Kruiningen und Perkpolder. 1968 wurde es durch die am 4. Juni in Dienst gestellte Prinses Christina ersetzt, diente aber zunächst noch als Ersatzschiff.

## Technische Daten und Ausstattung
Der Antrieb des Schiffes erfolgte dieselelektrisch. Je ein Elektromotor trieben je eine Propeller an den Enden des Schiffes an. Für die Stromerzeugung für die Antriebsmotoren stand ein Zweitakt-Dieselmotor von Schelde-Sulzer mit 800 PS Leistung zur Verfügung, der zwei Generatoren mit jeweils 460 kW Leistung antrieb. Für die Stromversorgung des Bordnetzes stand ein Sulzer-Dieselmotor zur Verfügung, der zwei Generatoren mit jeweils 50 kW Leistung antrieb.
Nach dem Zweiten Weltkrieg wurde der Hauptmotor durch den der Prinses Juliana, ein Zweitakt-Achtzylinder-Dieselmotor des Herstellers Werkspoor-Sulzer mit 1600 PS Leistung, ersetzt. Der Motor trieb zwei Generatoren mit 1360 kW Leistung an.
Das Schiff verfügte über ein durchlaufenden Fahrzeugdeck, das größtenteils von den Decksaufbauten überbaut war. Zusätzlich zu den Zufahrten an beiden Enden verfügte die Fähre auf einer Seite über zwei seitliche Pforten, die für die Be- und Entladung über seitliche Rampen auf der Stammstrecke der Fähre benötigt wurden. Oberhalb des Fahrzeugdecks befand sich das Deck mit den Einrichtungen für die Passagiere, auf das an beiden Enden jeweils ein Steuerhaus aufgesetzt war. Für die Passagiere standen jeweils zwei Salons der 1. bzw. 2. Klasse zur Verfügung, einer für Raucher, der andere für Nichtraucher. In der 1. Klasse standen jeweils 29 Sitzplätze, in der 2. Klasse jeweils 26 Sitzplätze zur Verfügung, so dass es in den Salons insgesamt 110 Sitzplätze gab. Weitere Sitzplätze befanden sich auf dem seitlichen Promanadendecks, das zwischen den Salons angeordnet war. Die Passagiereinrichtungen wurden nach dem Zweiten Weltkrieg mehrmals umgebaut und an den Bedarf angepasst.

## Verbleib des Schiffes
Im Dezember 1968 wurde die Fähre an das maltesische Unternehmen E. Zammit & Co. verkauft, das den Fährbetrieb zwischen Malta und Gozo betrieb, bevor 1979 von der maltesischen Regierung die Gozo Channel Line installiert wurde. Das Schiff wurde zwischen dem 28. März und dem 10. April 1969 als Hendrik nach Malta geschleppt. Das mit Rampen an den beiden Enden ausgerüstete Schiff wurde in Malta unter dem Namen Calypso Land zwischen Ċirkewwa auf Malta und Mġarr auf Gozo eingesetzt. 1979 wurde das Schiff außer Dienst gestellt und zunächst in Valletta aufgelegt. 1985 wurde es verschrottet.

## Anmerkung
1. 1 2  Die Angaben zu der Kapazität der Fähre unterscheiden sich je nach Quelle.